# Theodorus Bisdom
Theodorus Bisdom, heer van Vliet (Haastrecht, 19 maart 1698 – aldaar, 25 oktober 1777) was koopman en burgemeester van de Nederlandse plaats Haastrecht.

## Leven en werk
Bisdom werd in 1698 te Haastrecht geboren als zoon van de notaris en secretaris van Haastrecht Adriaan Bisdom en van Elisabeth Wijckerheld. In 1739 verkreeg hij het poorterschap van de stad Gouda. In 1755 kocht hij de heerlijkheid Vliet en mocht zich vanaf die tijd heer van Vliet noemen. Bisdom trouwde op 21 augustus 1724 te Gouda met de Goudse Maria van Harthals (1703-1763). Uit hun huwelijk werden twaalf kinderen geboren, vijf dochters en zeven zonen. Twee van zijn zonen overleden op jeugdige leeftijd. Theodorus Bisdom en zijn echtgenote Maria van Harthals werden met hun tien kinderen geportretteerd door Jan Stolker. Het gezin is afgebeeld in de tuin van de familie bij het nog bestaande beeld van Neptunus en bij de beuk die in 1698 werd geplant bij zijn geboorte. Het schilderij bevindt zich in een van de zalen van het rijksmuseum in Amsterdam. 
Bisdom wist rijkdom te vergaren uit de opbrengsten van een koffie- en katoenplantage De Herstelling in de kolonie Demerary in Nederlands-Guiana. Zijn zoon Cornelis (1737-1773) zou in Demerary overlijden. Bisdom was burgemeester van Haastrecht en president-hoogheemraad van de Krimpenerwaard.
Bisdom overleed in september 1777 op 79-jarige leeftijd in Haastrecht. Zijn zoon Marcellus werd een patriottisch regent en burgemeester van Gouda.

## Gelegenheidspoëzie
- Buiteweg, Antony, "Feestgezang ter zilvere bruilofte van den heere Theodorus Bisdom, burgemeester der stede en lande Haestregt en mejuffrouw Maria van Harthals, geviert binnen Haastregt den XXIsten van oogstmaant des jaars MDCCXLIX"[1]
- Smits, Dirk, "Dichttafereel ter zilveren bruilofte van den heer Theodorus Bisdom, hoogheemraedt van de Krimperwaerdt, enz. enz. enz.  en mejuffrouw Maria van Harthals, geviert binnen Haastregt den XXIsten van oogstmaant des jaars MDCCXLIX"[2]

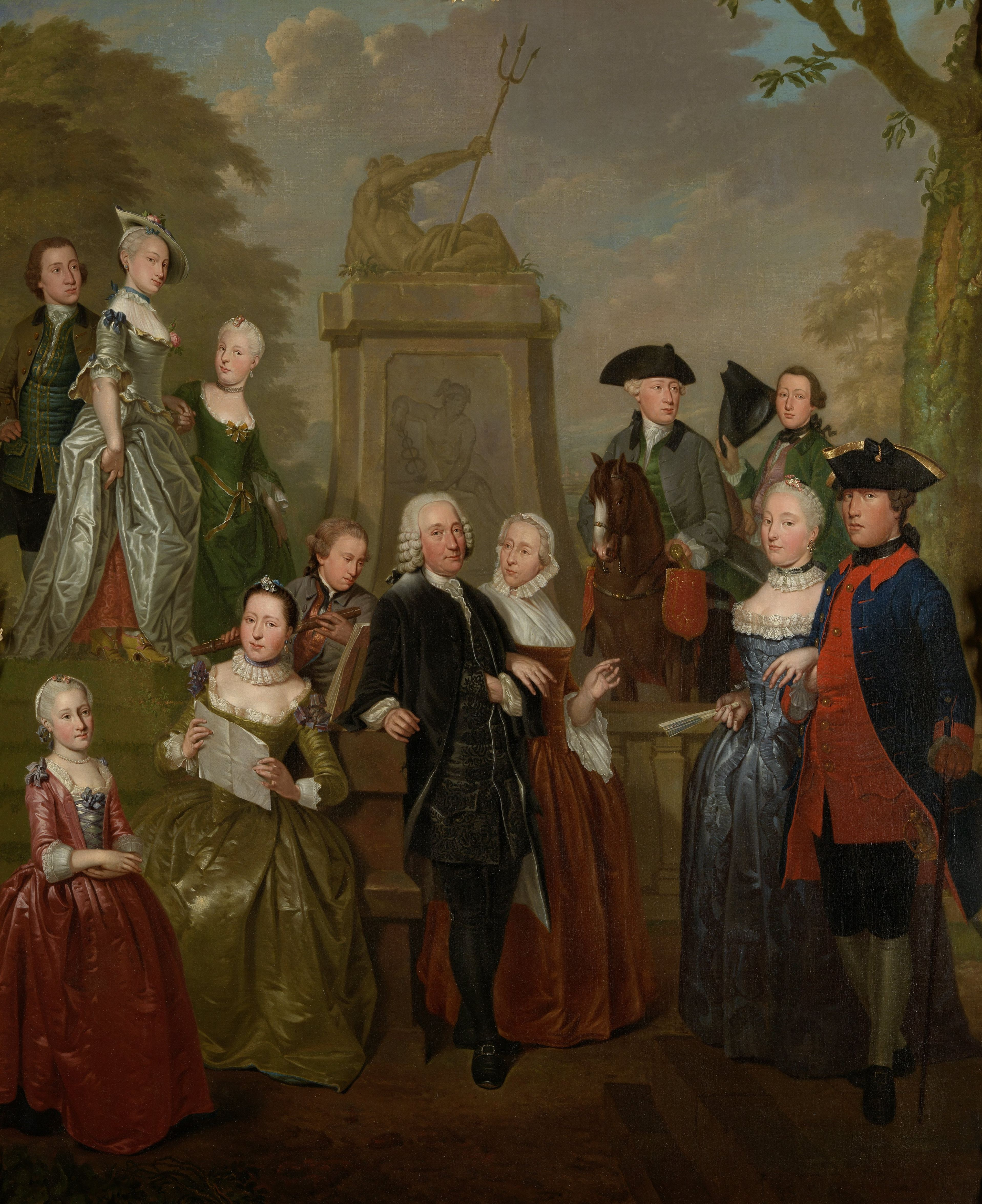
Theodorus Bisdom van Vliet en Maria van Harthals met hun gezin anno 1757 door Jan Stolker